# Taggig hjorttryffel
Taggig hjorttryffel (Elaphomyces aculeatus) är en svampart som beskrevs av Carlo Vittadini 1831. Taggig hjorttryffel ingår i släktet Elaphomyces och familjen hjorttryfflar.  Arten är reproducerande i Sverige.